# Ane Halsboe-Jørgensen
Ane Halsboe-Jørgensen (født Halsboe-Larsen, 4. maj 1983 i Fjerritslev) er dansk, socialdemokratisk Beskæftigelsesminister. Hun har tidligere været kultur- og kirkeminister og uddannelses- og forskningsminister i Regeringen Mette Frederiksen I. Hun er medlem af Folketinget for Socialdemokratiet siden folketingsvalget 2011.

## Uddannelse og baggrund
Ane Halsboe-Jørgensen er datter af gymnasielærer Per Halsboe-Larsen og socialrådgiver Aino Halsboe. Hun er gift med Peter Strauss Halsboe-Jørgensen, særlig rådgiver for klima-, energi- og forsyningsminister, Dan Jørgensen.
Hun er sproglig student fra Fjerritslev Gymnasium i 2002 og kandidat i statskundskab,cand.scient.pol., fra Københavns Universitet i 2009.
Hun har arbejdet som lærervikar og pædagogmedhjælper i Nordjylland. I arbejderbevægelsen har hun arbejdet som kampagnemedarbejder for Ritt Bjerregaard i 2005, i LO's arbejdsmiljøafdeling i 2005-2007, som kommunikationskonsulent for LO i 2009-2011 og i Danmarks Socialdemokratiske Ungdom[kilde mangler]. Hun har desuden været kommunikationsassistent hos Scandinavian International Management Institute i 2008-2009 og praktikant for Danmarks permanente repræsentation ved FN i 2007-2008.

## Politisk karriere
Ane Halsboe-Jørgensen blev valgt i Nordjyllands Storkreds ved folketingsvalget 2011, hvor hun senere blev næstformand for folketingsgruppen.
Ane Halsboe-Jørgensen er opstillet i Brønderslevkredsen og har været medlem af Socialdemokratiet siden 1998[kilde mangler]. Hun blev genvalgt ved folketingsvalget 2015 og folketingsvalget 2019. Hun har været børneordfører, formand for Folketingets udenrigsudvalg samt medlem af finans-, skatte- og beskæftigelsesudvalget.
Halsboe-Jørgensen blev uddannelses- og forskningsminister i Regeringen Mette Frederiksen I indtil d. 16. august 2021, hvor hun blev kirke- og kulturminister.

## Udgivelser
Ane Halsboe-Jørgensen og Pernille Rosenkrantz-Theil udgav i 2018 bogen Det betaler sig at investere i mennesker. Bogen er en kritik af finansministeriets regnemodeller og et forsvar for at indregne værdien af velfærd i politiske beslutninger.